# Jorge Costa
Jorge Paulo Costa Almeida (Oporto, Portugal, 14 de octubre de 1971-Oporto, Portugal, 5 de agosto de 2025) fue un futbolista y entrenador portugués que jugó en la posición de defensa central. El último club al que entrenó fue el AVS Futebol SAD en 2024.
Como jugador profesional de fútbol jugó la mayor parte de su carrera en el FC Porto. Fue conocido como el "bicho" por sus colegas y por los aficionados, y en Inglaterra como "tanque". Ganó el mundial juvenil de 1991 con la selección de Portugal y pudo haber ganado el bicampeonato de 1989 y 1991 solo que una lesión lo dejó fuera del mundial juvenil de 1989.

## Carrera como jugador
Jugador carismático del FC Porto debutó en 1988, se aventuró por primera vez fuera de su país tras haber sido condenado al ostracismo por el técnico Octávio Machado, fichando por el Charlton Athletic. Regresó en la siguiente temporada, ya con José Mourinho al frente del FC Porto, habiendo formado parte del equipo que ganó la Copa de la UEFA 2002-03, la Liga de Campeones de la UEFA 2003-04 y la Copa Intercontinental 2004.
La llegada de Co Adriaanse al FC Porto, en 2005, marca un nuevo ciclo en su vida, con el entrenador neerlandés dejando claro que no lo consideraba opción para la defensa, y llevando a Jorge Costa por segunda vez a proseguir con su carrera en el extranjero, juntándose a su excompañero del FC Porto y de la selección de Portugal, Sérgio Conceição, en el Standard de Liège, club donde disputó los últimos partidos oficiales.
Publicó su biografía "El Capitán" el 13 de agosto de 2005.
Faltando pocos días para cumplir 35 años, el 5 de octubre de 2006, confirmó su retirada del fútbol profesional, dejando tras de sí una carrera llena de títulos.
| Club              | País       | Año       |
| ----------------- | ---------- | --------- |
| FC Penafiel       | Portugal   | 1990-1991 |
| CS Marítimo       | Portugal   | 1991-1992 |
| FC Porto          | Portugal   | 1992-2002 |
| Charlton Athletic | Inglaterra | 2002      |
| FC Porto          | Portugal   | 2002-2005 |
| Standard Lieja    | Bélgica    | 2005-2006 |

## Carrera como entrenador
En diciembre de 2006 comienza su carrera como entrenador de fútbol, habiendo sido nombrado adjunto de Rogério Gonçalves en el Sporting Clube de Braga. El 19 de febrero de 2007, se convierte en entrenador principal del Sporting Clube de Braga después de la salida de Rogério Gonçalves del mando de este equipo. Llevó al equipo al cuarto puesto en la Liga y a semifinales de la UEFA, siendo destituido en octubre de ese mismo año.
El 3 de julio de 2014, es nombrado nuevo seleccionador de Gabón.
| Club                  | País     | Año       |
| --------------------- | -------- | --------- |
| Sporting Braga        | Portugal | 2007      |
| SC Olhanense          | Portugal | 2008-2010 |
| Académica de Coimbra  | Portugal | 2010      |
| CFR Cluj              | Rumania  | 2011-2012 |
| AEL Limassol          | Chipre   | 2012-2013 |
| Anorthosis Famagusta  | Chipre   | 2013-2014 |
| Paços de Ferreira     | Portugal | 2014      |
| Selección de Gabón    | Gabón    | 2014-2016 |
| C. S. Sfaxien         | Túnez    | 2017      |
| FC Arouca             | Portugal | 2017      |
| Tours Football Club   | Francia  | 2017-2018 |
| Mumbai City FC        | India    | 2018-2020 |
| Gaz Metan Medias      | Rumania  | 2020-2021 |
| SC Farense            | Portugal | 2021      |
| CS Sfaxien            | Túnez    | 2022      |
| Académico de Viseu FC | Portugal | 2022-2023 |
| AVS Futebol SAD       | Portugal | 2023-2024 |

## Palmarés

### Como jugador
| Título                | Club       | País     | Año  |
| --------------------- | ---------- | -------- | ---- |
| Primeira Divisão      | F.C. Porto | Portugal | 1993 |
| Supercopa de Portugal | F.C. Porto | Portugal | 1993 |
| Copa de Portugal      | F.C. Porto | Portugal | 1994 |
| Supercopa de Portugal | F.C. Porto | Portugal | 1994 |
| Primeira Divisão      | F.C. Porto | Portugal | 1995 |
| Supercopa de Portugal | F.C. Porto | Portugal | 1995 |
| Primeira Divisão      | F.C. Porto | Portugal | 1996 |
| Primeira Divisão      | F.C. Porto | Portugal | 1997 |
| Supercopa de Portugal | F.C. Porto | Portugal | 1997 |
| Primeira Divisão      | F.C. Porto | Portugal | 1998 |
| Copa de Portugal      | F.C. Porto | Portugal | 1998 |
| Primeira Divisão      | F.C. Porto | Portugal | 1999 |
| Supercopa de Portugal | F.C. Porto | Portugal | 1999 |
| Copa de Portugal      | F.C. Porto | Portugal | 2000 |
| Supercopa de Portugal | F.C. Porto | Portugal | 2000 |
| Copa de Portugal      | F.C. Porto | Portugal | 2001 |
| Supercopa de Portugal | F.C. Porto | Portugal | 2001 |
| Primeira Liga         | F.C. Porto | Portugal | 2003 |
| Copa de Portugal      | F.C. Porto | Portugal | 2003 |
| Primeira Liga         | F.C. Porto | Portugal | 2004 |
| Supercopa de Portugal | F.C. Porto | Portugal | 2004 |

| Título                | Equipo                | Sede          | Año  |
| --------------------- | --------------------- | ------------- | ---- |
| Copa Mundial Sub-20   | Selección de Portugal | Portugal      | 1991 |
| Copa de la UEFA       | F.C. Porto            | Sevilla       | 2003 |
| Liga de Campeones     | F.C. Porto            | Gelsenkirchen | 2004 |
| Copa Intercontinental | F.C. Porto            | Yokohama      | 2004 |

### Como entrenador
| Título                       | Club         | País     | Año  |
| ---------------------------- | ------------ | -------- | ---- |
| Segunda División de Portugal | SC Olhanense | Portugal | 2009 |

## Fallecimiento
Falleció el 5 de agosto de 2025 tras sufrir un paro cardiorrespiratorio en la ciudad deportiva del Fútbol Club Oporto. Fue trasladado a un hospital de São João da Pesqueira, donde falleció a primera hora de la tarde.